# Историко-краеведческий музей Аккурганского района
Историко-краеведческий музей Аккурганского района —  музей исторического профиля в городе Аккурган, Республика Узбекистан, посвящённый истории Аккурганского района.

## О музее

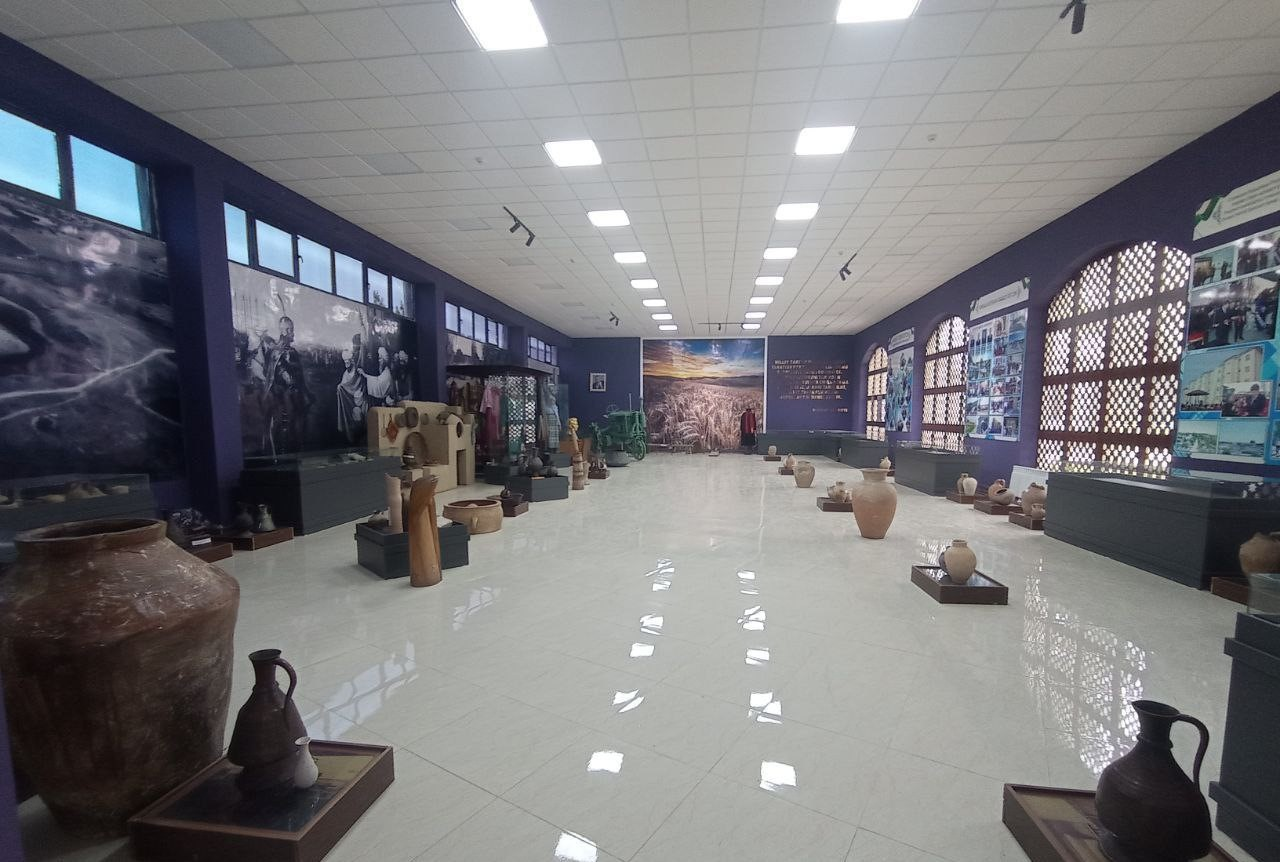
Экспозиционный зал

Был открыт в феврале 1967 года на основании решения № 37 партисполкома Аккурганского района от 26 октября 1967 года. 
Целью музея является изучение культуры и просвещения исторической области Аккурганского района, проведение научных исследований его прошлого, изучение его культурного наследия, сохранение экспонатов и передача знаний о них подрастающему поколению. Основная деятельность музея — научные исследования, продвижение, экскурсии и выставки. 
Собрание музея включает в себя экспонаты, связанные с республикой и Аккурганским районом, предметы и коллекции, найденные в городах Ханка, Банокент, Шахрухия, которые были основаны 2300 лет назад, и материалы, связанные с Великой Отечественной войной. Фонд библиотеки музея насчитывает 15 000 книг.
Площадь музея составляет 1,93 га, территория включает эко-сад площадью 1,5 га, зону памяти, автостоянку, бар-мороженое. 